# Власенко, Павел Александрович
Павел Александрович Власенко (род. 1942) — украинский советский государственный и партийный деятель.

## Биография
Родился в 1942 году. Окончил Севастопольскую среднюю школу № 9 на Северной стороне в 1959 году.
С 1959 — слесарь на Севастопольском морском заводе имени Орджоникидзе. Служил в рядах Советской армии. С 1961 — вернулся на завод, где прошел все ступени от помощника мастера до начальника цеха.
Окончил Севастопольский приборостроительный институт в 1966 году.
С 1974—1976 — возглавлял группу советских специалистов на Александрийской верфи в Арабской Республике Египет. Вернувшись из командировки, два года работал заместителем начальника отдела технического контроля объединения.
С 1978 — второй секретарь Нахимовского райкома Компартии Украины в городе Севастополь. С 1981 года — первый заместитель председателя исполкома Севастопольского горсовета. Окончил Киевскую высшую партийную школу при ЦК Компартии Украины в 1983 году. С 1984 года — второй секретарь Севастопольского горкома Компартии Украины.
В 1988 — июле 1990 — 1-й секретарь Севастопольского городского комитета Компартии Украины в Крымской области.
С 1990 года — Генеральный директор Открытого акционерного общества «ПЕРСЕЙ» в городе Севастополь .